# Мельби, Вильгельм
Кнуд Фредерик Вильгельм Ганнибал Мельби (14 мая 1824, Эльсинор — 6 октября 1882, Роскилле) — датский художник-маринист брат маринистов Антона и Фрица Мельби.

## Биография
Мелби родился в Эльсиноре, Дания. Он был сыном Якоба Бунцена Мельби и Анны Марии (Клары) Кристины Лехтс. Сначала он готовился стать торговцем, но затем обратился к живописи. Учился у своего старшего брата Антона — к тому времени, уже достаточно известного художника; затем посещал Датскую королевскую академию изящных искусств с 1844 по 1847 год. Также Вильгельм брал частные уроки живописной перспективы у другого датского мариниста, Карла Даля.
В 1847 году Вильгельм отправился в свое первое путешествие: в Исландию, на корвете «Валькирия». В 1848 году он стал одним из первых художников, работавших на этюдах в Скагене, живописной деревушке на датском побережье, которая позднее даст название целой художественной группе и идейному течению — Скагенским художникам. В том же году Вильгельм Мелби отправился в Париж, заехав по дороге в Дюссельдорф, который в те дни являлся важным центром развития изобразительного искусства. В Париже он учился у Теодора Гюдена (1802-1880), который в то время считался величайшим маринистом на планете, после чего вернулся на родину в Данию в 1849 году.
В Дании карьера Мельби развивалась плодотворно. Он создавал реалистические марины, весьма похожие на работы своих братьях, однако современные авторы находят в них также влияние Даля, Гюдена и таких мастеров Дюссельдорфской школы живописи, как Андреас Ахенбах.
В 1880 году Вильгельм Мельби был назначен профессором Академии изящных искусств в Копенгагене, в которой в своё время учился сам. Спустя два года, в 1882 году, он скончался в Роскилле и был похоронен в Копенгагене.

## Галерея

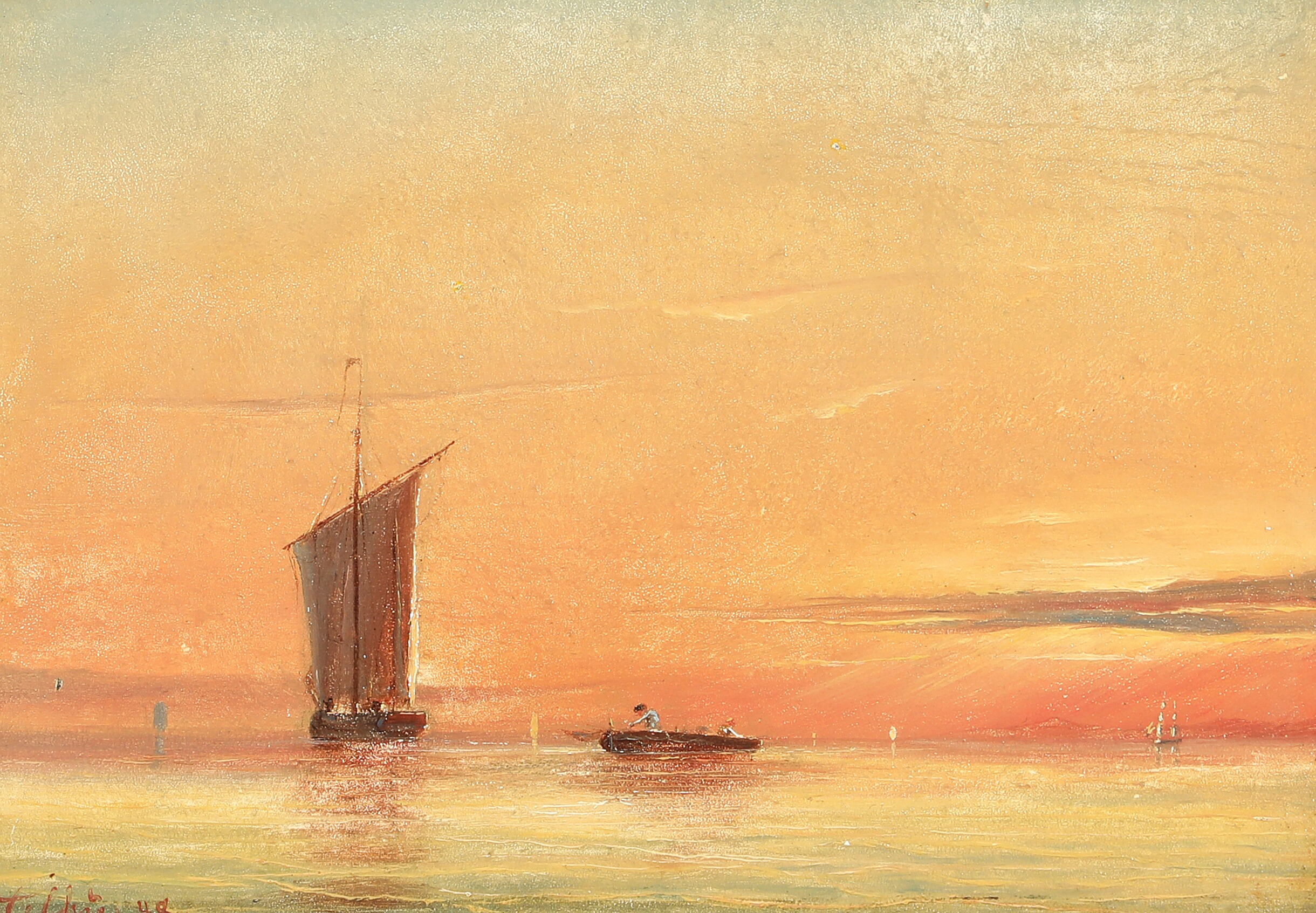
Корабли в море в штиль на закате.
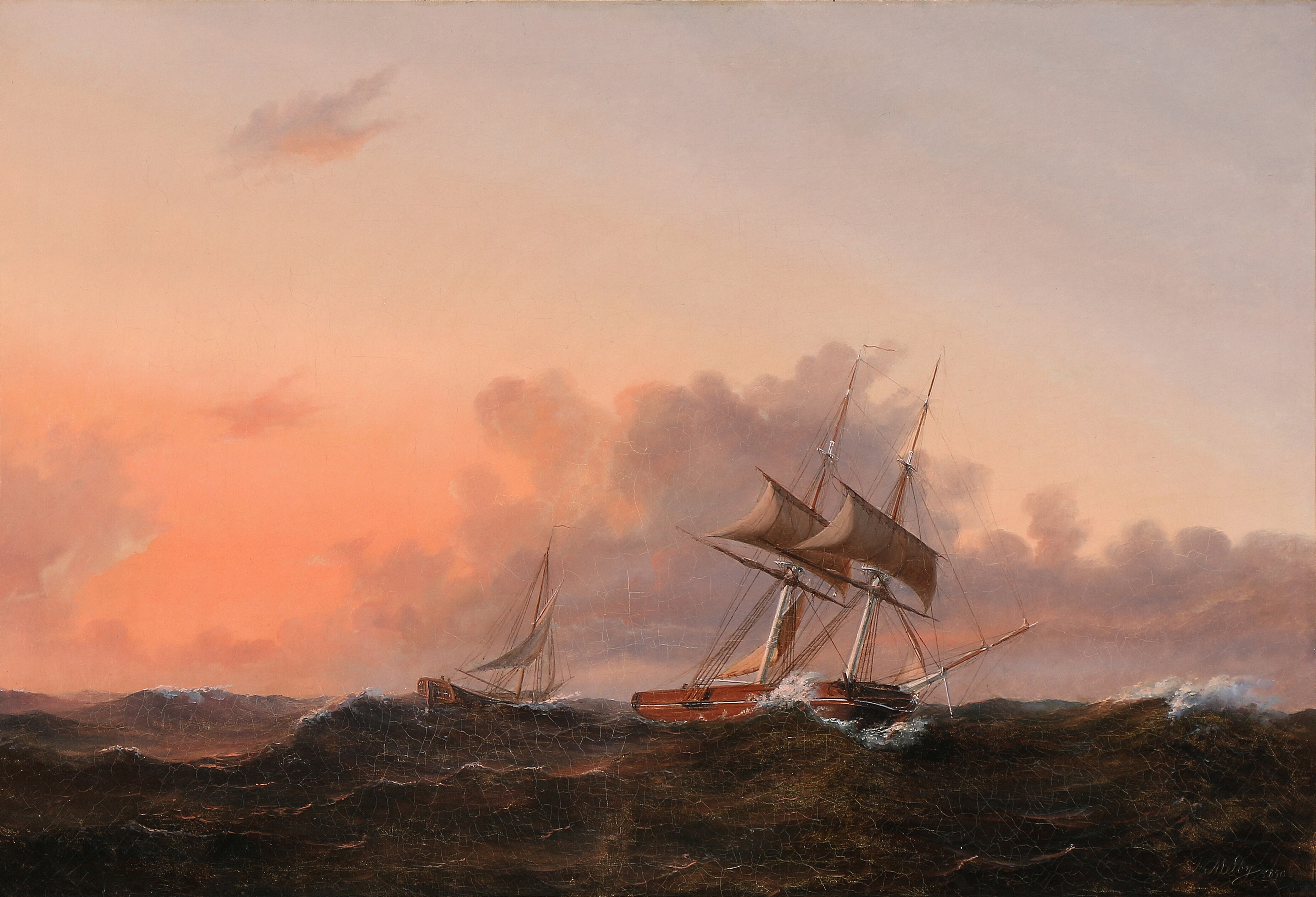
Вечерний пейзаж с парусным кораблём в неспокойном море.
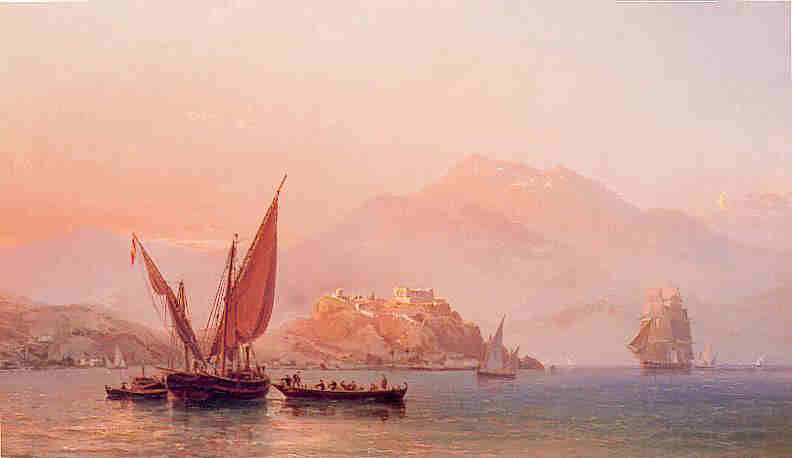
Итальянский морской пейзаж.
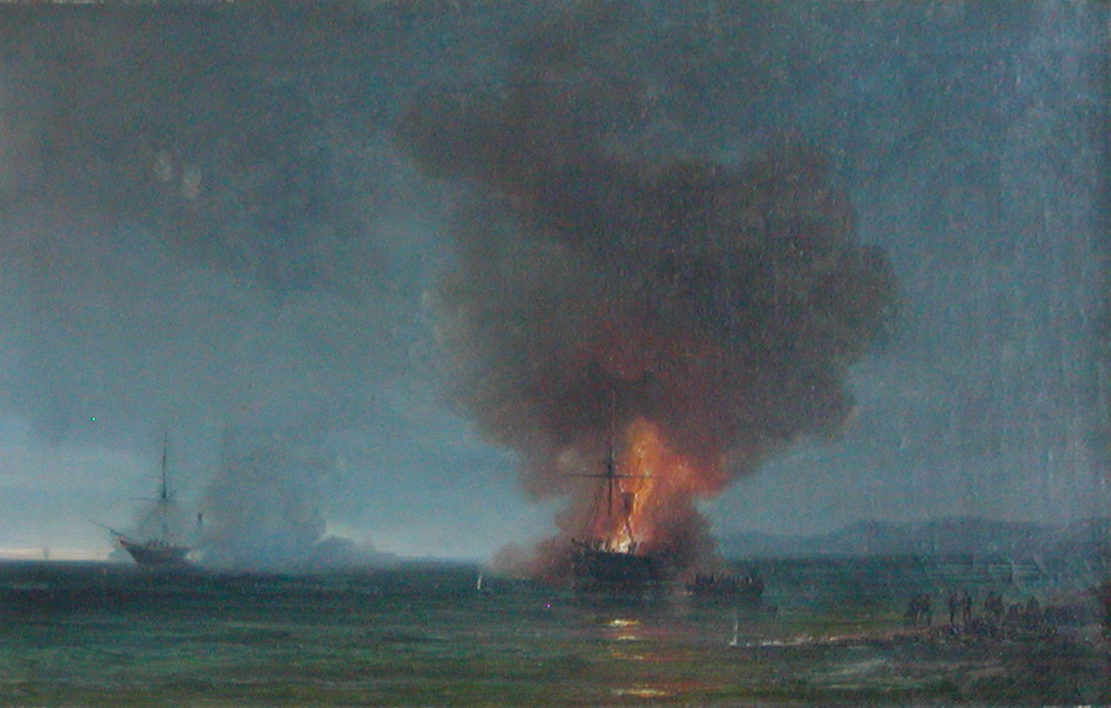
Горящий немецкий корабль «Фон дер Танн».
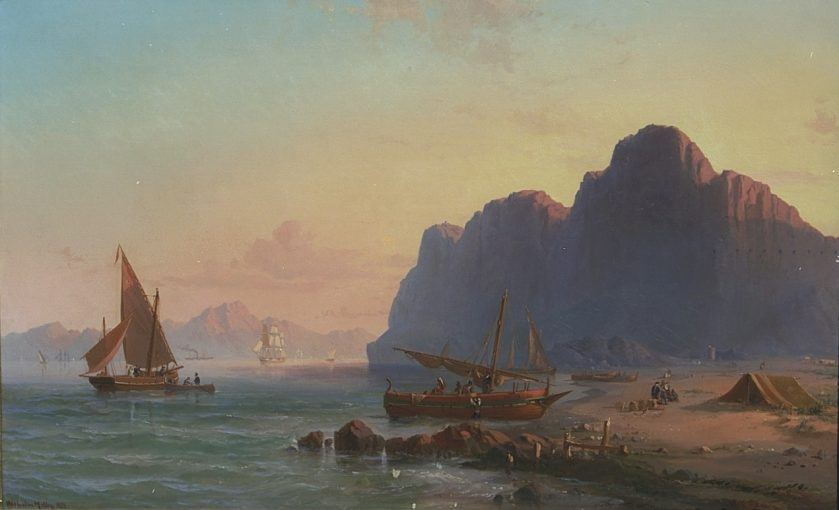
Сцена у берегов Гибралтара.
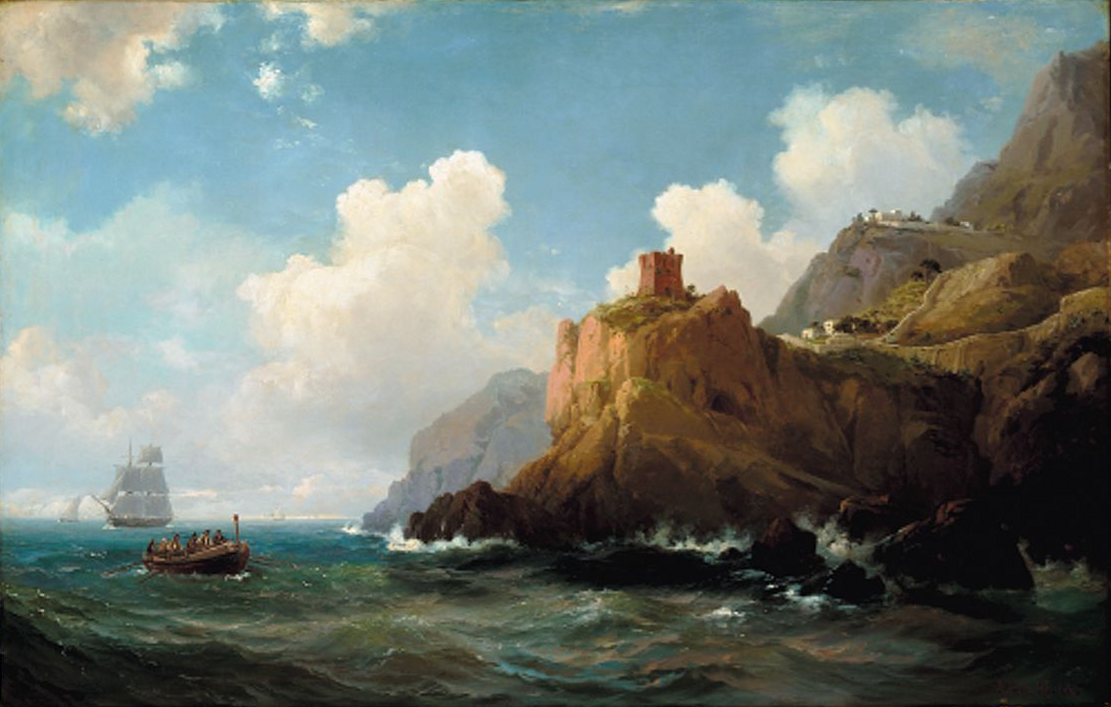
Корабли и вёсельная лодка у испанского побережья.
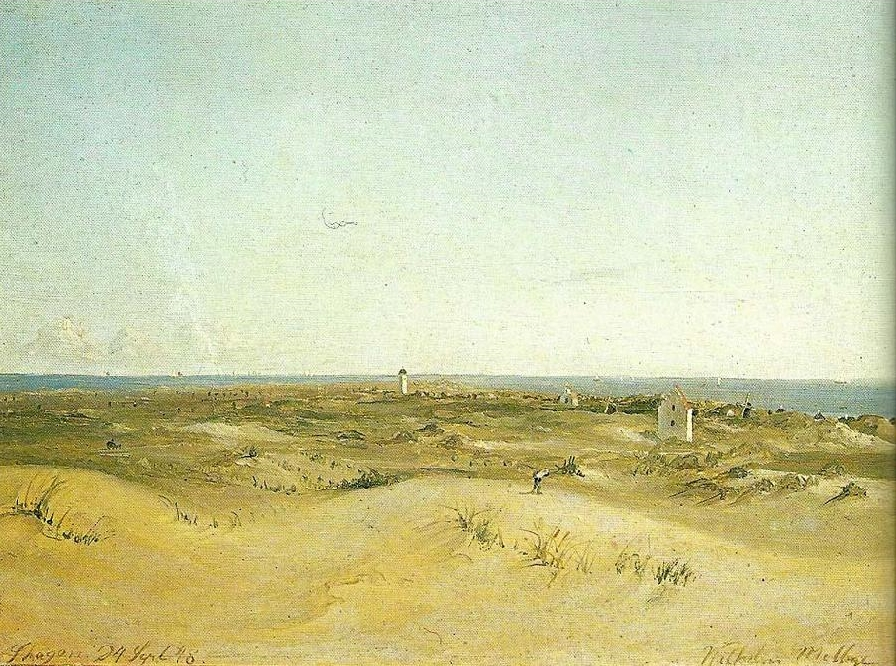
Вид окрестностей Скагена.
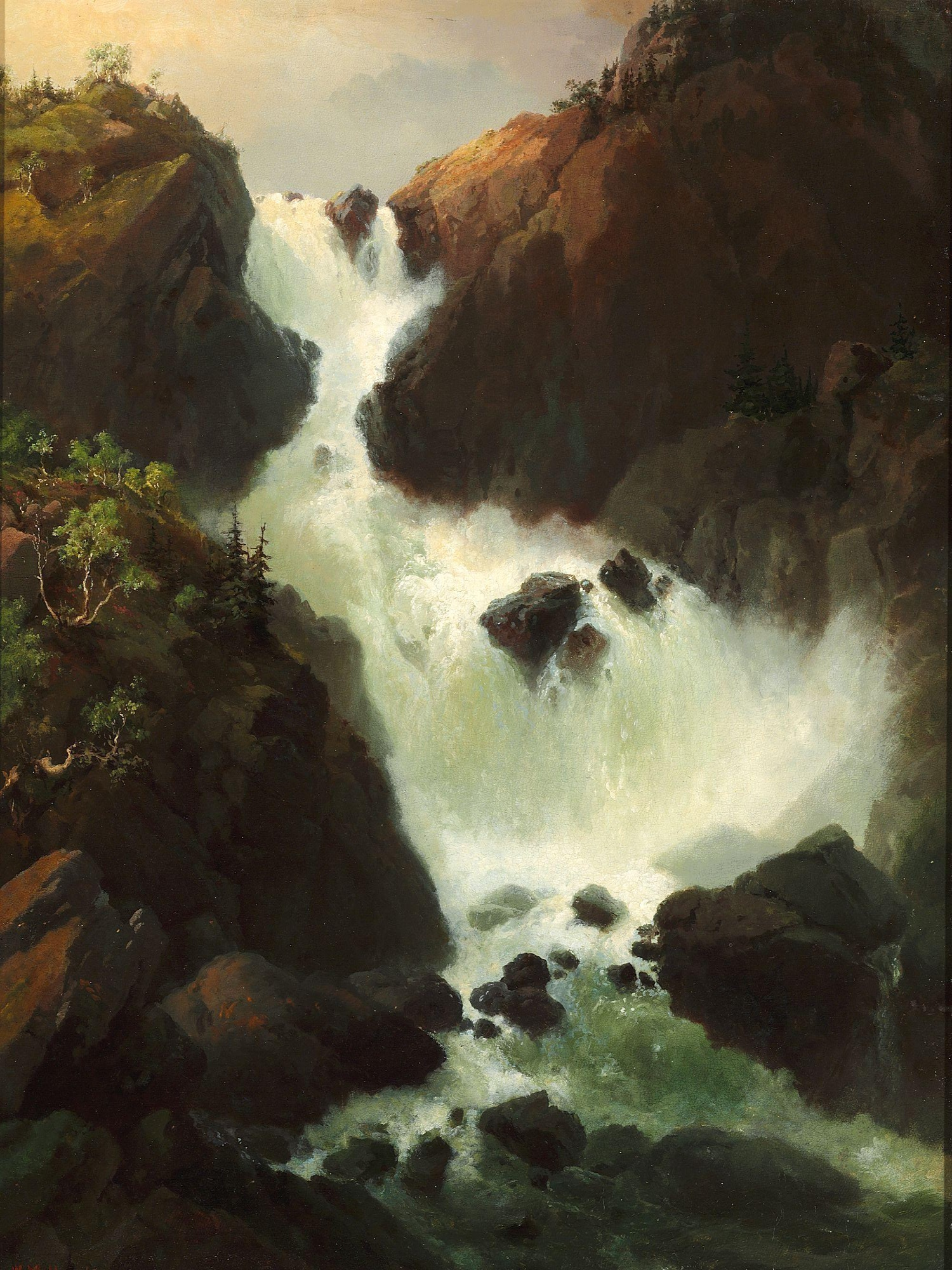
Водопад в Хардангере, Норвегия.